# Morienne
Morienne település Franciaországban, Seine-Maritime megyében. Lakosainak száma 186 fő (2022. január 1.). Morienne Aumale, Ellecourt, Haudricourt és Marques községekkel határos.

## Népesség
A település népességének változása:
| Lakosok száma | 174  | 175  | 202  | 179  | 184  | 188  | 189  | 187  | 186  |
|               | 2013 | 2015 | 2016 | 2017 | 2018 | 2019 | 2020 | 2021 | 2022 |